# Michael San Nicolas
Michael Franklin Quitugua San Nicolas (Talofofo, 30 gennaio 1981) è un politico statunitense, delegato di Guam alla Camera dei Rappresentanti dal 2019 al 2023.

## Biografia
Nato e cresciuto a Guam in una famiglia politicamente attiva, dopo l'università San Nicolas entrò in politica con il Partito Democratico.
Nel 2012 vinse un seggio all'interno della legislatura di Guam, dove fu riconfermato per i successivi sei anni.
Nel 2018 si candidò alla Camera dei Rappresentanti per il seggio da delegato non votante assegnato al territorio di Guam in seno al Congresso, affrontando nelle elezioni primarie l'ex first lady di Guam e delegata in carica da sedici anni Madeleine Bordallo. San Nicolas riuscì a sconfiggere la Bordallo con un margine molto ristretto e nelle elezioni generali superò anche l'avversario repubblicano, venendo eletto.
Annunciò il proprio ritiro dalla Camera dei Rappresentanti alla fine del 117º Congresso, per candidarsi alla carica di governatore di Guam. San Nicolas perse tuttavia le primarie democratiche contro la governatrice in carica Lou Leon Guerrero.
Nel 2024 si candidò nuovamente per il suo vecchio seggio alla Camera, ma finì terzo nelle primarie alle spalle di Ginger Cruz e Amanda Shelton.